# Constellation Records
Constellation Records és un segell discogràfic independent canadenc amb seu a Montreal. Ha publicat àlbums de nombrosos grups de post-rock, com ara Godspeed You! Black Emperor, Thee Silver Mt. Zion Memorial Orchestra & Tra-La-La Band i Do Make Say Think.
El 25 de febrer de 2010, els fundadors de Constellation Records, Ian Ilavsky i Don Wilkie, van signar, juntament amb 500 artistes, una crida per a donar suport a la campanya internacional de Boicot, Desinversions i Sancions contra l'apartheid a Israel.
El 2020, a causa de la pandèmia de la COVID-19, Constellation Records va anunciar que els artistes de la discogràfica rebrien el 100% dels ingressos de la seva botiga web i de les vendes a Bandcamp. També va anunciar que havia «reservat un fons de contingència addicional per als artistes afiliats que podien trobar-se en una situació especialment precària o greu en les properes setmanes, i per a altres treballadors de la comunitat musical».